# Scorpis violacea
Scorpis violacea är en fiskart som först beskrevs av Frederick Wollaston Hutton, 1873.  Scorpis violacea ingår i släktet Scorpis och familjen Kyphosidae. Inga underarter finns listade i Catalogue of Life.